# Roca del Diamante
La roca del Diamante (en francés: Rocher du Diamant) es un pequeño islote deshabitado del mar Caribe localizado en el sureste de Martinica, a unos tres kilómetros de la punta de Diamante en el canal de Santa Lucía (canal de Sainte-Lucie). La isla debe su nombre a las reflexiones de las paredes en determinados momentos del día, que evocan los de una piedra preciosa.

## Geografía
Vestigio de la fuerte actividad volcánica que afectó a la región, hace casi un millón de años, la isla se presenta como una roca basáltica de 175 m.   Cubierta con matorrales y cactus, la isla es de fácil acceso y ocupa una posición estratégica al norte del canal de Santa Lucía, que sirvió para controlar la navegación entre Martinica y su vecina meridional, Santa Lucía.

## Historia
En el siglo XIX, la guerra entre Francia e Inglaterra asolaba a las Indias Occidentales, ambas trataban de obtener el control del arco de islas, por lo que los británicos decidieron ocupar la Roca Diamante. En enero de 1804, tomando ventaja de la sorpresa y ayudado por el clima favorable, el contra-almirante Samuel Hood, a bordo del HMS Centauro, tomó la Roca Diamante y se apresuró a fortificarla con la instalación de cinco cañones en la parte superior.
Durante diecisiete meses, las tropas francesas intentaron en vano recuperar la isla, pero en 1805 el gobernador de la isla Villaret de Joyeuse, con la ayuda del almirante Pierre-Charles Villeneuve, confió esta misión a una flotilla franco-española al mando del capitán  Julien Marie Cosmao-Kerjulien, que logró arrebatar la Roca del diamante a los británicos. La guarnición, que carecía de alimentos y agua, se entregó a las fuerzas francesas el 2 de junio de 1805.